# Biến thể Zeta SARS-CoV-2
Biến thể Zeta, còn được gọi là dòng P.2, là một biến chủng của SARS-CoV-2, virus gây bệnh COVID-19. Biến thể này được phát hiện lần đầu tiên tại bang Rio de Janeiro; nó có chứa đột biến E484K, nhưng không có các đột biến N501Y và K417T. Biến thể này phát triển độc lập tại Rio de Janeiro, không có sự liên hệ trực tiếp với biến thể Gamma từ Manaus.
Với quy tắc đặt tên đơn giản mới do Tổ chức Y tế Thế giới đề xuất, P.2 được đặt tên là "biến thể Zeta", và được coi là biến thể cần quan tâm (VOI), chưa phải là một biến thể đáng lo ngại. Tính đến tháng 7 năm 2021, Zeta không còn được WHO coi là biến thể cần quan tâm.

## Đột biến
Hệ gen của Zeta có 3 đột biến amino acid: E484K, D614G và V1176F, tất cả đều được tìm thấy trong đoạn mã hóa protein gai của virus. Theo Trung tâm Kiểm soát và Phòng ngừa Dịch bệnh Hoa Kỳ, đột biến F565L chỉ được phát hiện ở một số trường hợp biến thể Zeta.

Các đột biến amino acid của biến thể Zeta SARS-CoV-2 biểu diễn trên bản đồ gen của SARS-CoV-2, tập trung vào đoạn mã hóa protein gai (Spike).